# Comtés de l'État de Géorgie
L'État américain de Géorgie est divisé en 159 comtés (counties).

## Liste des comtés
| A | Appling - Atkinson |
| B | Bacon - Baker - Baldwin - Banks - Barrow - Bartow - Ben Hill - Berrien - Bibb - Bleckley - Brantley - Brooks - Bryan - Bulloch - Burke - Butts                                                                         |
| C | Calhoun - Camden - Candler - Carroll - Catoosa - Charlton - Chatham - Chattahoochee - Chattooga - Cherokee - Clarke - Clay - Clayton - Clinch - Cobb - Coffee - Colquitt - Columbia - Cook - Coweta - Crawford - Crisp |
| D | Dade - Dawson - Decatur - DeKalb - Dodge - Dooly - Dougherty - Douglas |
| E | Early - Echols - Effingham - Elbert - Emanuel - Evans |
| F | Fannin - Fayette - Floyd - Forsyth - Franklin - Fulton |
| G | Gilmer - Glascock - Glynn - Gordon - Grady - Greene - Gwinnett |
| H | Habersham - Hall - Hancock - Haralson - Harris - Hart - Heard - Henry - Houston |
| I | Irwin |
| J | Jackson - Jasper - Jeff Davis - Jefferson - Jenkins - Johnson - Jones - |
| L | Lamar - Lanier - Laurens - Lee - Liberty - Lincoln - Long - Lowndes - Lumpkin |
| M | Macon - Madison - Marion - McDuffie - McIntosh - Meriwether - Miller - Mitchell - Monroe - Montgomery - Morgan - Murray - Muscogee                                                                                     |
| N | Newton |
| O | Oconee - Oglethorpe |
| P | Paulding - Peach - Pickens - Pierce - Pike - Polk - Pulaski - Putnam |
| Q | Quitman |
| R | Rabun - Randolph - Richmond - Rockdale |
| S | Schley - Screven - Seminole - Spalding - Stephens - Stewart - Sumter |
| T | Talbot - Taliaferro - Tattnall - Taylor - Telfair - Terrell - Thomas - Tift - Toombs - Towns - Treutlen - Troup - Turner - Twiggs                                                                                      |
| U | Union - Upson |
| W | Walker - Walton - Ware - Warren - Washington - Wayne - Webster - Wheeler - White - Whitfield - Wilcox - Wilkes - Wilkinson - Worth                                                                                     |